# محرقة (حزم العدين)

تعديل مصدري - تعديل

محرقة محلة تابعة لقرية الكريف، التابعة لعزلة جبل حريم بمديرية حزم العدين إحدى مديريات محافظة إب في الجمهورية اليمنية. بلغ تعداد سكانها 59 حسب تعداد اليمن لعام 2004.